# Padang Garugur (Padang Bolak)
Padang Garugur is een bestuurslaag in het regentschap Padang Lawas Utara van de provincie Noord-Sumatra, Indonesië. Padang Garugur telt 837 inwoners (volkstelling 2010).